# 쥐불놀이

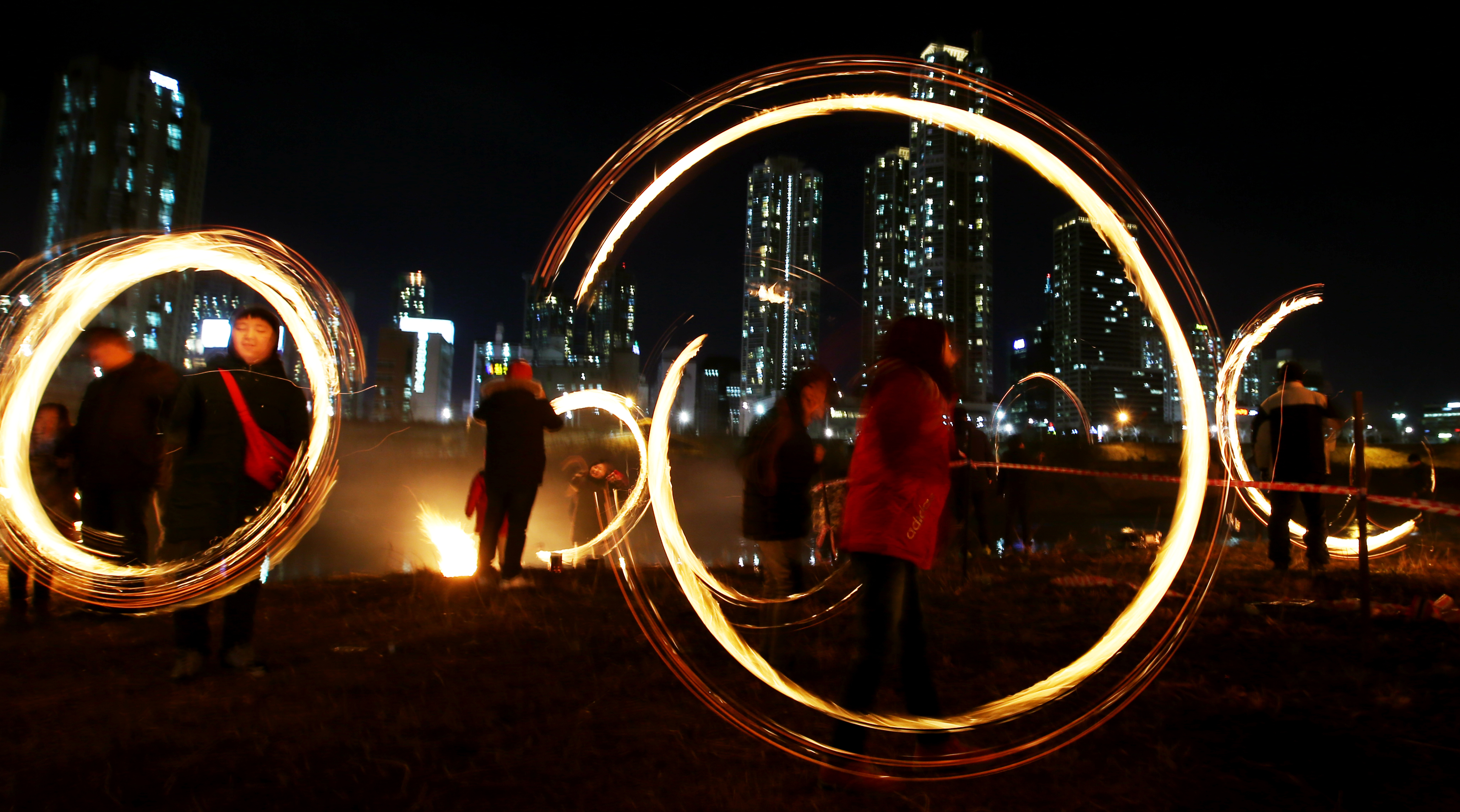
쥐불놀이를 하는 어린이들. 불이 잔상으로 인해 원처럼 보인다.

쥐불놀이는 논이나 밭두렁에 불을 붙이는 정월의 민속놀이로 음력 정월 첫 쥐날(上子日), 밤에 농가에서 벌이는 풍속이다. 해가 저물면 마을마다 들로 나가 밭둑이나 논둑의 마른 풀에 일제히 불을 놓아 태운다. 이렇게 하면 1년 내내 병이 없고 재앙을 물리칠 수 있다고 믿었다. 이날 쥐불을 놓는 까닭도, 잡초를 태움으로써 해충의 알이나 쥐를 박멸하여 풍작을 이루려는 뜻이 담겨 있다. 이 쥐불의 크기에 따라 풍년이나 흉년, 마을의 길흉화복을 점치기도 하는데, 불의 기세가 크면 좋다고 한다. 자정이 되면 각자 마을로 되돌아가는데 질러 놓은 불은 끄지 않는다.